# João Iubes
João Iubes (em grego: Ἰωάννης Ἰούβης) foi um oficial bizantino (qualificado como ilustre) de meados do século X na Calcedônia. Ele é conhecido da hagiografia de São Lucas, o Estilita. Segundo ela, sua esposa grávida esteve com dor por 22 dias e não podia dar à luz, levando-o a chamar a ajuda do santo. João provavelmente é um descendente de Iube (em grego: Ἰούβη, forma helenizada de Aiube), um árabe cujos filhos, Nicetas e Case, vieram ao Império Bizantino como prisioneiros de guerra e entraram no serviço imperial. Esta origem árabe é provável, pois o texto da hagiografia registra que o sobrenome "Iubes" foi usado zombeteiramente.